# 金潤德
金潤德（：／ Kim Yoon-deok，1966年7月11日—），大韓民國自由派政治人物，第9任国土交通部部长，第19、21-22屆國會議員。